# Гиви Чохели
Гиви Чохели (на грузински: გივი ჩოხელი; на руски: Гиви Чохели) е съветски футболист и треньор. Почетен майстор на спорта на СССР (1965 г.). Почетен треньор на Грузинска ССР (1971 г.).

## Кариера
През 1956 г. Чохели играе за отбора Надиквари в родния Телави, а след това до края на кариерата си – в Динамо Тбилиси.
За националния отбор на СССР има 19 мача. Носител на Европейската купа през 1960 г. Участник на Световното първенство през 1962 г.
През 1960-те и 1970-те години е треньор на Динамо Тбилиси.

## Отличия

### Международни
СССР
- Европейско първенство по футбол: 1960